# Orlov (diamant)

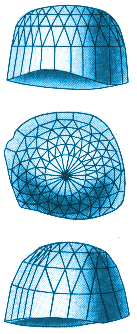
nákres diamantu Orlov

Orlov neboli Velký Mogul pokládá se za nejlepší indický diamant, byl ve váze asi 400 karátů (karát = 0,205 gramu) nalezen roku 1680 v Golkondě.
Původně byl v majetku různých indických knížat a zdobil také trůn Nádir Šáha. Nyní je vybroušen v indické rosetě ve váze 199,6 karátu. Ruský kníže Orlov jej koupil a daroval roku 1772 carevně Kateřině II. Diamant Orlov zdobil ruské carské žezlo a nyní je součástí státního pokladu Ruské federace.